# Батерст (Нью-Брансвік)
 Батерст  (англ. Bathurst) — місто у гирлі Затоки Шальор провінції Новий Брансвік Канади.
Річка Непісіґуіт (англ. Nepisiguit River) тече містом.
Місто налічує 12 714 мешканців (2006) зі щільністю (137,87/км²).
Географічні координати: 47°37′11.64″ пн. ш. 65°39′0″ зх. д. / 47.6199000° пн. ш. 65.65000° зх. д..

## Мовна ситуація
| Рік  | Французька мова | %      | Англійська мова | %      | Французька і англійська мови | %     | Інші мови | %     |
| ---- | --------------- | ------ | --------------- | ------ | ---------------------------- | ----- | --------- | ----- |
| 2006 | 6265            | 50,56% | 5735            | 46,28% | 240                          | 1,94% | 145       | 1,17% |
| 2001 | 6205            | 49,1%  | 6015            | 47,61% | 335                          | 2,65% | 70        | 0,55% |
| 1996 | 6170            | 44,66% | 6535            | 47,30% | 875                          | 6,33% | 235       | 1,70% |

## Історія
Спочатку це місце називалося Ніпізігіт (Nipisiguit), і, інколи, Сен-П'єр (фр. Saint-Pierre). У 1812 містечко стало називатися Сент-Фамій-де-Ніпізігіт (фр. Sainte-Famille-de-Nepisiguit).
У 1826 місто перейменували на Батерст, на честь графа Генрі Батерста (англ. Henry Bathurst), тогочасного держсекретаря з колоніальних питань у британському уряді.

## Відомі особистості
В поселенні народилась:
- Ліз Дюсет (* 1958) — канадська журналістка.

## Виноски
1. ↑  Statistiques Canada. Архів оригіналу за 1 березня 2022. Процитовано 28 травня 2022.